# Montfort-l'Amaury
Montfort-l'Amaury is een gemeente in het Franse departement Yvelines (regio Île-de-France) en telt 3133 inwoners (2004). De plaats maakt deel uit van het arrondissement Rambouillet en is welbekend doordat de componist Maurice Ravel hier lange tijd gewoond heeft en er overleden is. Zijn huis is thans als museum aan deze componist gewijd en de Franse chansonzanger Charles Aznavour ligt hier sinds 2018 begraven en is bijgezet in het familiegraf.

## Geografie
De oppervlakte van Montfort-l'Amaury bedraagt 5,7 km², de bevolkingsdichtheid is 549,6 inwoners per km².
De onderstaande kaart toont de ligging van Montfort-l'Amaury met de belangrijkste infrastructuur en aangrenzende gemeenten.

## Demografie
Onderstaande figuur toont het verloop van het inwonertal (bron: INSEE-tellingen).

## Geboren
- Henri de Dion (1828-1878), ingenieur
- Jean Rabier (1927-2016), cameraregisseur